# Stilbopteryginae
Stilbopteryginae is een onderfamilie van netvleugelige insecten die behoort tot de familie mierenleeuwen (Myrmeleontidae). 

## Taxonomie
Er zijn twee geslachten die verdeeld zijn in geslachtsgroepen (tribus), onderstand een lijst van geslachten en geslachtengroepen.
Onderfamilie Stilbopteryginae 

- Tribus Stilbopterygini
  - Geslacht Aeropteryx
  - Geslacht Stilbopteryx